# Hausen am Bussen

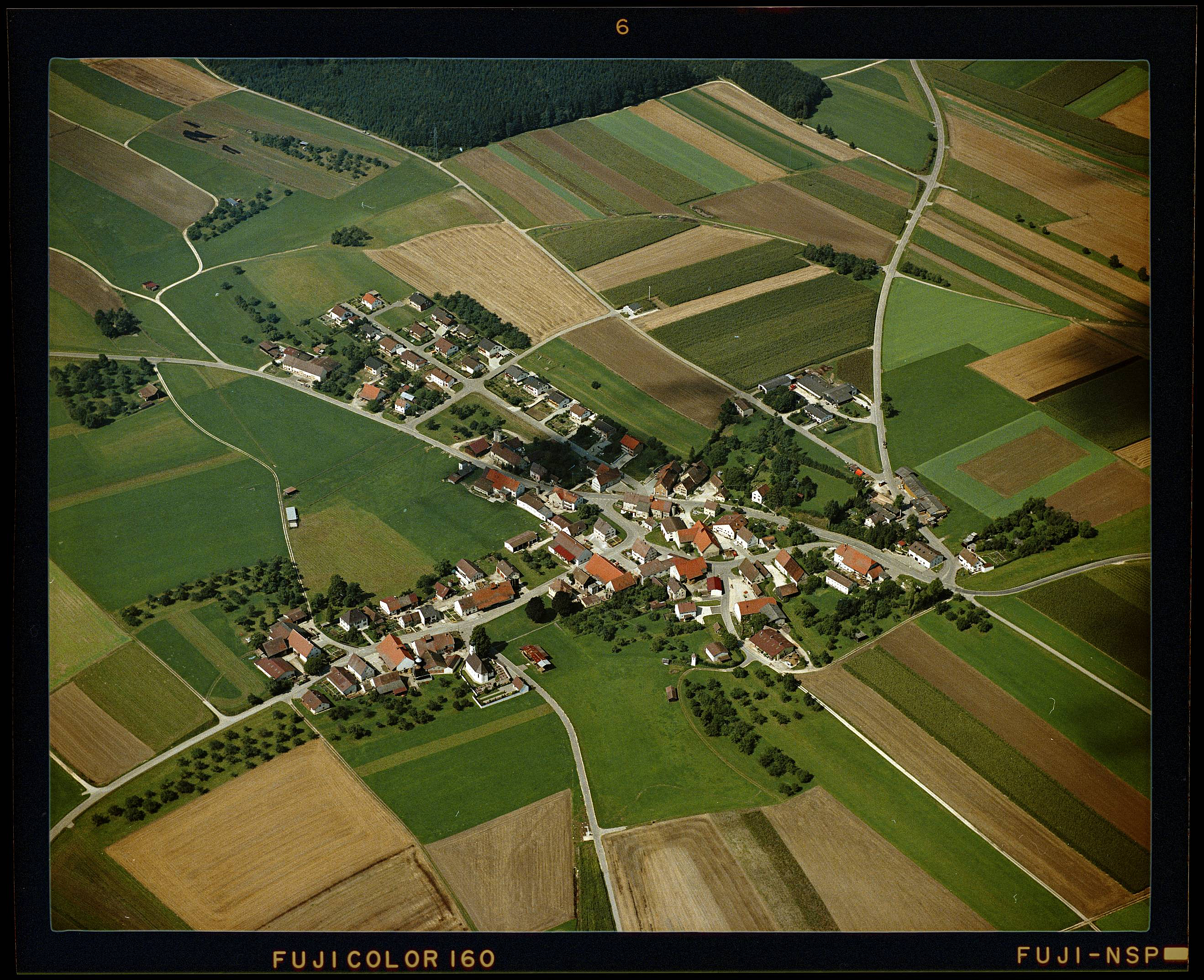
Luftbild von Hausen am Bussen (1985)

Hausen am Bussen ist eine Gemeinde im Alb-Donau-Kreis in Baden-Württemberg.

## Geographie
Hausen am Bussen liegt auf einer Anhöhe südlich der Donau, etwa 10 Kilometer südwestlich von Ehingen (Donau).

### Nachbargemeinden
Die Gemeinde grenzt im Norden an die Stadt Munderkingen, im Osten an Emerkingen, im Süden an Unterwachingen sowie an Uttenweiler im Landkreis Biberach und im Westen an Obermarchtal.

## Geschichte

### Übersicht
Obwohl der Ort Hausen möglicherweise schon früher zum ersten Mal erwähnt wurde, sind Zuschreibung und Lokalisierung von Orten mit diesem Namen als problematisch zu werten. Im Jahre 1192 erfolgte eine Besitzbestätigung durch Papst Coelestin III. an das Kloster Obermarchtal, in welcher mehrere Wirtschaftshöfe in Hausen aufgeführt wurden. Auch ein Ritter Cuhn von Hausen erscheint zu dieser Zeit in den Urkunden. Der Beiname am Bussen stammt von Hausens räumlicher Nähe (ca. 10 km Luftlinie) zum heiligen Hausberg Oberschwabens, dem Bussen. Der Ort gehörte von 1372 bis 1803 zur Herrschaft Hausen der Reichsabtei (Ober-)Marchtal. Durch die Auseinandersetzungen in Folge der Reformation im 16. Jahrhundert und durch den Dreißigjährigen Krieg im 17. Jahrhundert war das Dorf sehr schweren Zeiten ausgeliefert. Über mindestens 30 Jahre könnte der Ort nahezu unbewohnt gewesen sein. Die meisten Häuser in dieser Zeit waren restlos zerstört. Von dieser dunklen Epoche Mitte des 17. Jahrhunderts erholte sich das Dorf erst allmählich wieder. So wurde im 18. Jahrhundert die Kirche St. Martin, welche bereits im 13. Jahrhundert bestanden hatte, grundlegend renoviert. 
Hausen fiel durch die Säkularisation der Reichsabtei Marchtal 1803 an das Fürstenhaus Thurn und Taxis, welches es dem neuen Fürstentum Buchau angliederte. Das Fürstentum wurde 1806 mediatisiert und dem Königreich Württemberg einverleibt, so dass Hausen seither württembergisch war. Dennoch blieb Haussen noch bis 1849 der fürstlichen Patrimonialverwaltung des Hauses Thurn und Taxis unterstellt. Der Ort gehörte bis 1938 zum Oberamt Riedlingen, welches während der NS-Zeit in Württemberg 1934 in Kreis Riedlingen umbenannt wurde. Hausen war sodann von 1938 bis 1972 dem neu eingerichteten Landkreis Ehingen angegliedert.
Im Jahre 1945 wurde Hausen Teil der Französischen Besatzungszone und kam somit zum Nachkriegsland Württemberg-Hohenzollern, welches 1952 im Bundesland Baden-Württemberg aufging. Seit der Kreisreform von 1973 ist Hausen Teil des Alb-Donau-Kreises.

### Religion
Hausen ist auf Grund seiner früheren Zugehörigkeit zur Reichsabtei Marchtal während der Reformationszeit römisch-katholisch geblieben und bis heute vom Katholizismus geprägt. Die Kirchengemeinde St. Martin in Hausen gehört zur Seelsorgeeinheit Donau-Winkel im Dekanat Ehingen-Ulm der Diözese Rottenburg-Stuttgart.

### Einwohnerentwicklung
| Jahr | Einwohner |
| ---- | --------- |
| 1852 | 160       |
| 1871 | 140       |
| 1880 | 137       |
| 1890 | 161       |
| 1900 | 187       |
| 1910 | 166       |
| 1925 | 161       |
| 1933 | 164       |
| 1939 | 172       |

| Jahr | Einwohner |
| ---- | --------- |
| 1950 | 203       |
| 1956 | 181       |
| 1961 | 169       |
| 1970 | 160       |
| 1994 | 250       |
| 2000 | 290       |
| 2008 | 310       |
| 2012 | 270       |
| 2020 | 246       |

## Politik

### Verwaltungsgemeinschaft
Hausen am Bussen gehört der Verwaltungsgemeinschaft Munderkingen an.

### Bürgermeister
- 1966–2009: Karl Traub (CDU), zugleich Bürgermeister der Nachbargemeinde Unterwachingen
- 2009–2025: Hans Rieger, zugleich Bürgermeister der Nachbargemeinde Unterwachingen
- seit 2025: Timo Schulze, zugleich Bürgermeister der Nachbargemeinde Unterwachingen

### Gemeinderat
Der Gemeinderat in Hausen am Bussen hat acht Mitglieder. Er besteht aus den ehrenamtlichen Gemeinderäten und dem Bürgermeister als Vorsitzendem. Der Bürgermeister ist im Gemeinderat stimmberechtigt. Bei der Kommunalwahl am 9. Juni 2024 wurde der Gemeinderat durch Mehrheitswahl gewählt. Mehrheitswahl findet statt, wenn kein oder nur ein Wahlvorschlag eingereicht wurde. Die Bewerber mit den höchsten Stimmenzahlen sind dann gewählt. Die Wahlbeteiligung betrug 75,3 %.

### Wappen
Im Jahre 1987 verlieh das Landratsamt des Alb-Donau Kreises Hausen am Bussen ein Wappen. Das gelbe Haus steht symbolisch für Hausen, der grüne Berg für den Bussen. Schlüssel und Schwert entstammen dem Wappen Obermarchtals.

## Sehenswürdigkeiten

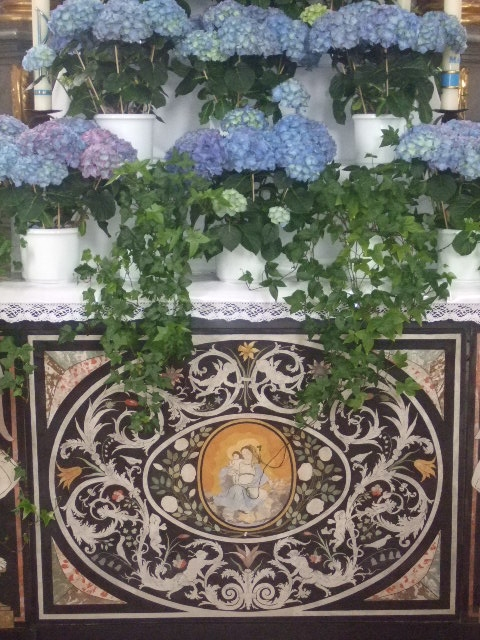
Seitenaltar mit Scagliola-Arbeit

Die dem heiligen Martin geweihte Pfarrkirche St. Martin wurde 1617 auf den Grundmauern einer früheren Kapelle erbaut. Eine der Besonderheiten dieser Kirche ist der Seitenaltar mit der Madonna in Stuckmosaik (Scagliola).

## Söhne und Töchter der Stadt
- Karl Traub (1941–2021), Politiker (CDU), MdL (Baden-Württemberg) und Bürgermeister von Hausen am Bussen 1966–2009